# Jameia
Jameia este un single semnat Antonia, lansat pe 02 iulie 2012. Piesa s-a bucurat de succes mai ales în România ajungând pe pozițiile fruntașe ale Romanian Top 100. Pe 04 septembrie 2012 a fost încărcată pe YouTube o variantă acustică a single-ului.

## Videoclip
A fost lansat la aproximativ două luni după single. A ajuns pe site-ul YouTube pe 19 septembrie 2012 și a strâns peste 3.000.000 de vizualizări. Videoclipul a fost realizat de echipa Global Music Management și regizat de Edward Aninaru. Este un clip de imagine cu multe cadre slow-motion, glam, dar și urbane.

### Poveste
Pe tot parcursul videoclipului Antonia apare în diferite ipostaze. Străzile pline de apă, plimbările artistei, dansul pe care îl are împreună cu un grup de băieți și realizarea tatuajului pe încheietura mâinii sunt cadre ce alcătuiesc povestea clipului.

## Topuri
| Grafic 2013                | Poziția |
| -------------------------- | ------- |
| România (Romanian Top 100) | 2       |